# Kościół Trójcy Świętej w Gdyni-Dąbrowie
Kościół świętej Trójcy w Gdyni – rzymskokatolicki kościół parafialny znajdujący się w Gdyni, w dzielnicy Dąbrowa. Wchodzi w skład dekanatu Gdynia-Orłowo, który należy do archidiecezji gdańskiej.

## Historia
- 5 sierpnia 1987 - Biskup Marian Przykucki erygował parafię w gdyńskiej dzielnicy Dąbrowa.[1]
- 3 września 1988 - Biskup Przykucki poświęcił plac pod budowę kościoła oraz krzyż.
- 1989 - Rozpoczęto budowę kaplicy.
- 23 grudnia 1990 - Poświęcenie kaplicy.[2]
- Listopad 1996 - Rozpoczęcie budowy kościoła wg. projektu Jerzego Kaczorowskiego i Jacka Droszcza.
- 4 maja 1997 - Abp Tadeusz Gocłowski wmurował w ścianę kościoła kamień węgielny pochodzący z Lourdes.
- 24 grudnia 2000 - Pierwsza pasterka w kościele.
- Kwiecień 2001 - Nad wejściem zamontowano witraż ukazujący Trójcę Świętą.
- 9 września 2001 - Kościół poświęcił abp Gocłowski.
- Kwiecień 2006 - Ukończenie wykonywania posadzki. [3]
- 20 października 2007 - Konsekracja świątyni, której dokonał abp Gocłowski.

## Galeria

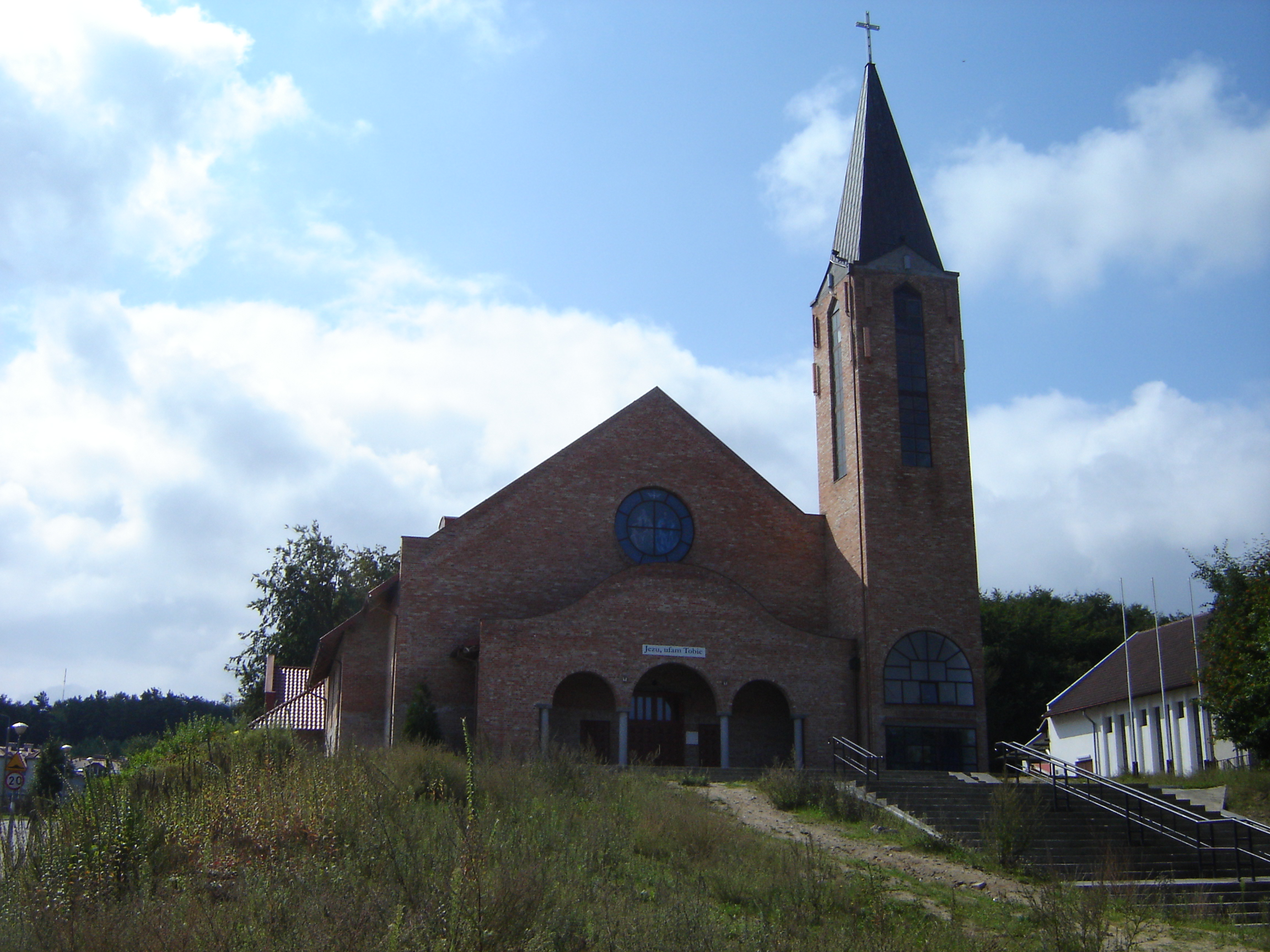
Kościół przed otynkowaniem ścian zewnętrznych
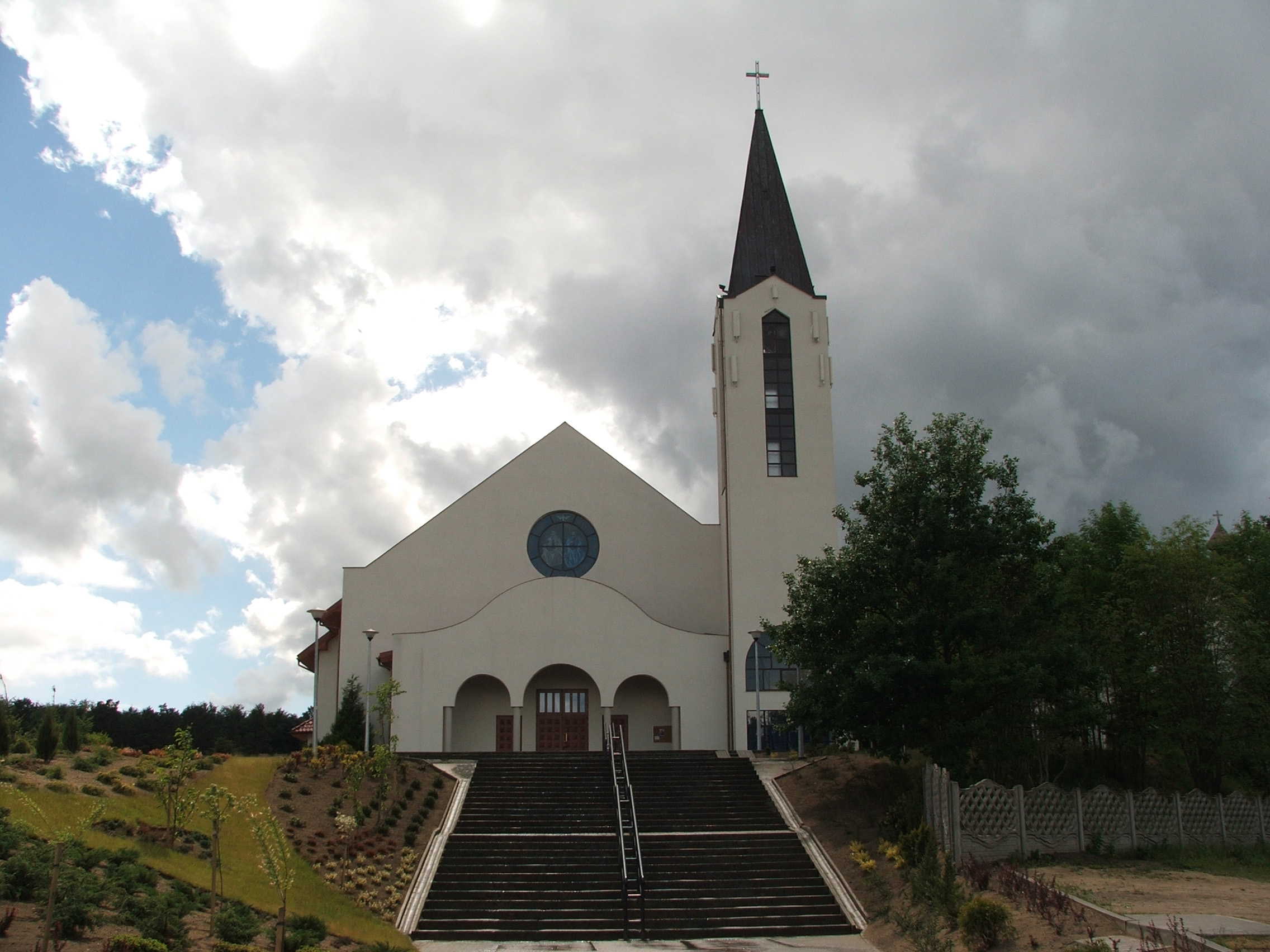
Kościół po otynkowaniu ścian
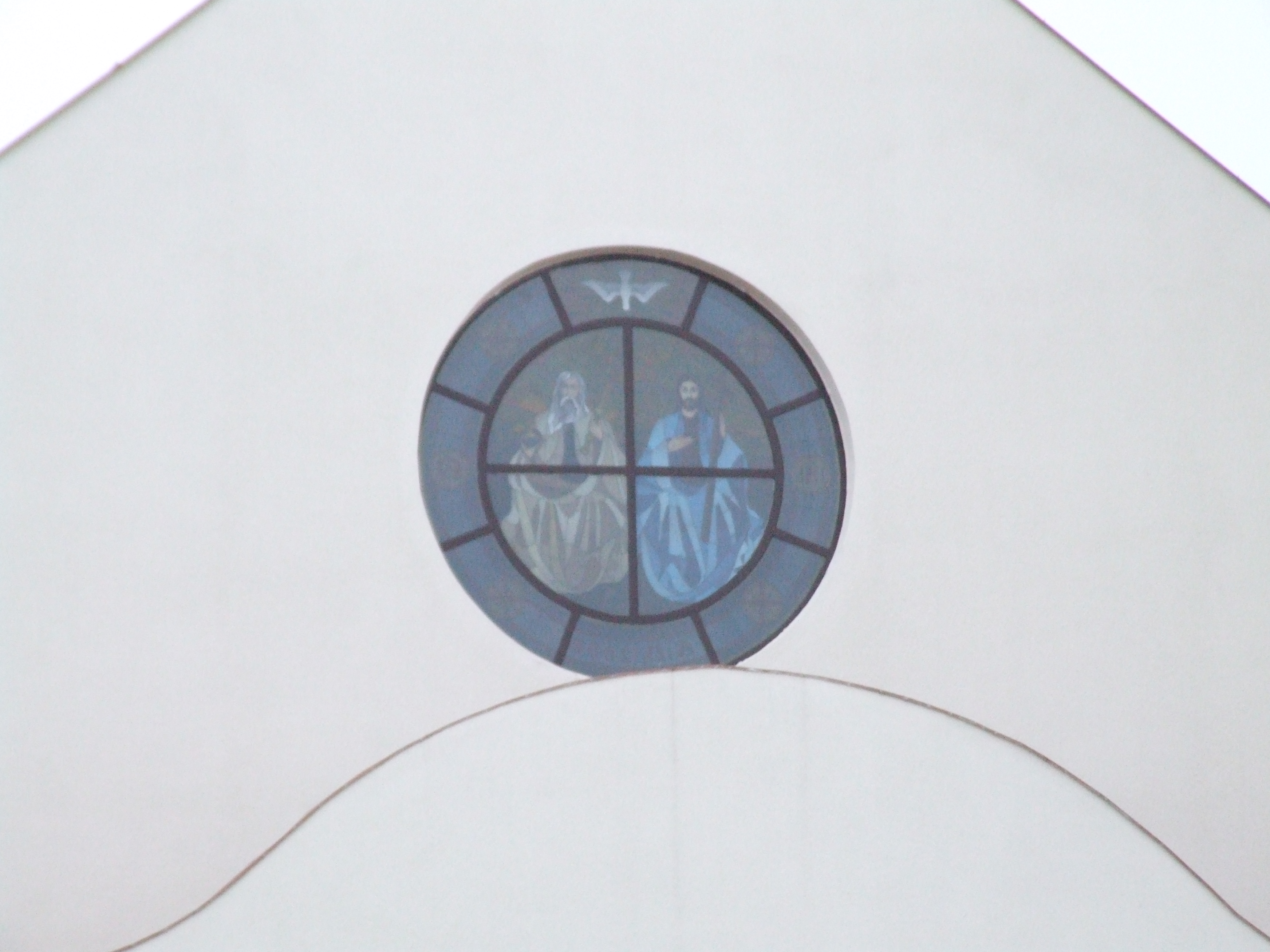
Witraż z 2001
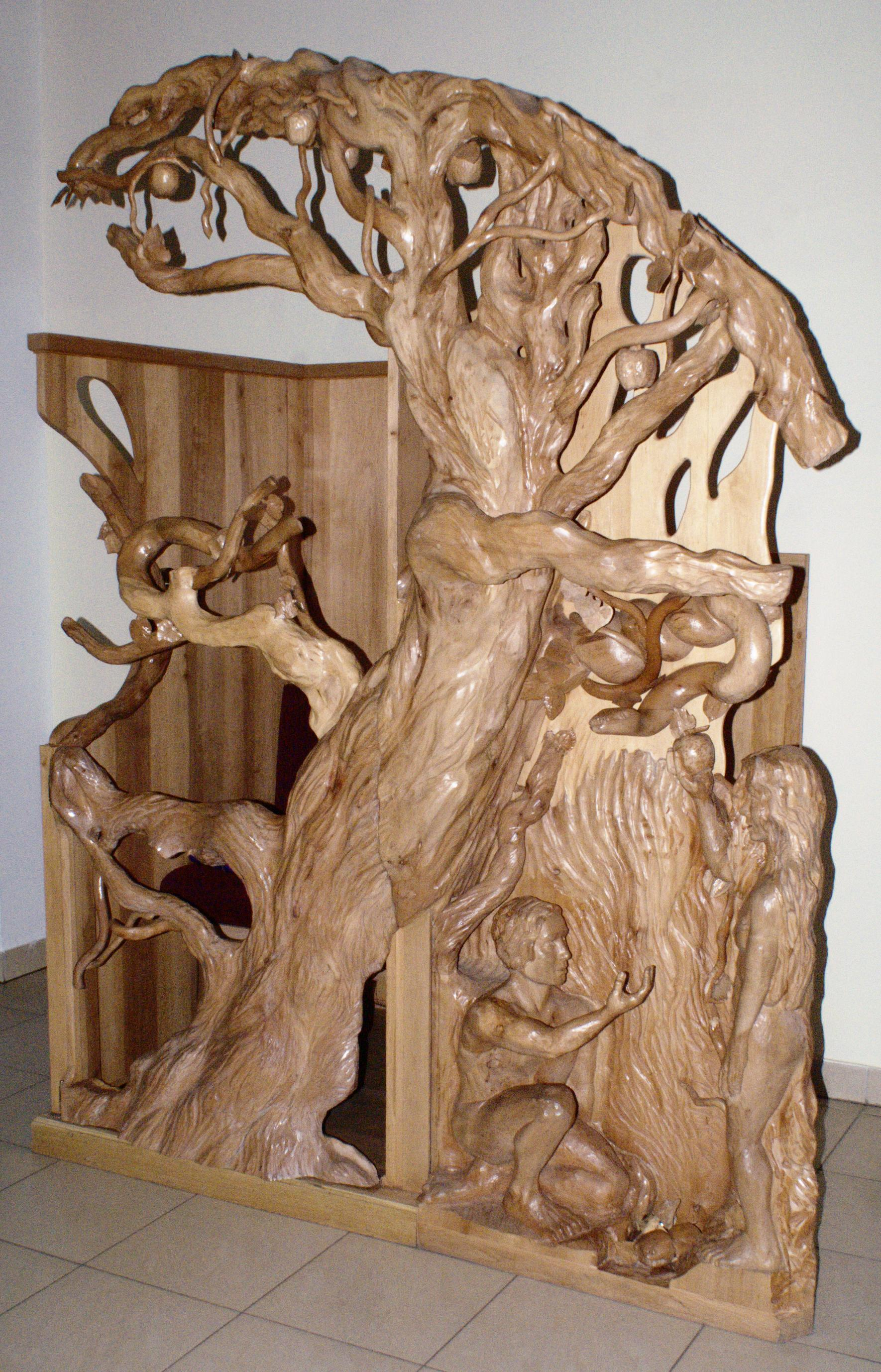
Konfesjonał
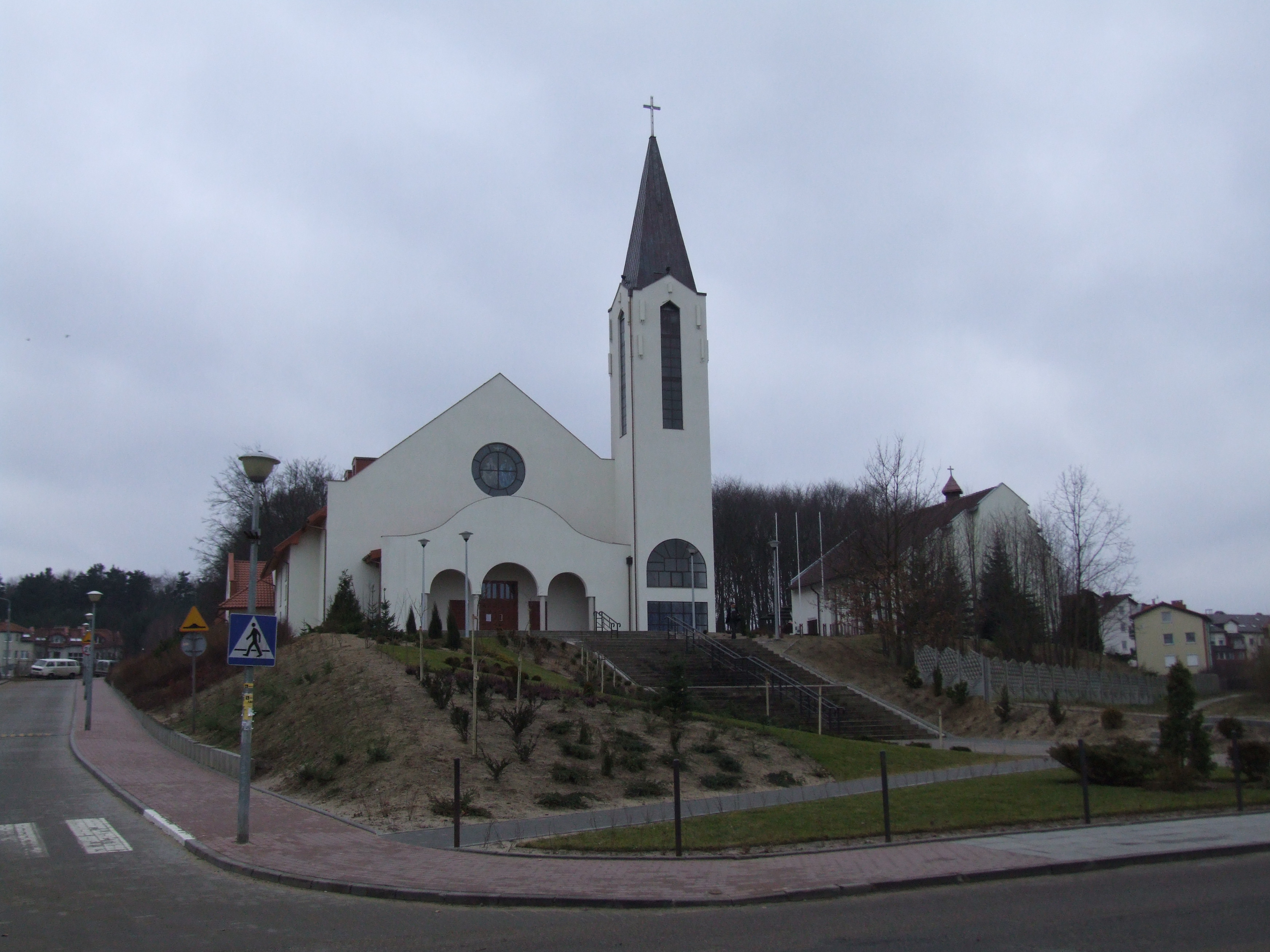